# Disquisitiones Arithmeticae
A Disquisitiones Arithmeticae (Számelméleti vizsgálódások) Carl Friedrich Gauss 1801-ben megjelent főműve. A mű összefoglalja és hihetetlen mértékben kibővíti az addig elért számelméleti eredményeket.

## Tartalma
- A matematikában először kimondja és bebizonyítja a számelmélet alaptételét.
- Bevezeti a moduláris aritmetikát (a kongruenciákkal való számolást).
- Igazolja a számelmélet klasszikus tételeit, mint a kis Fermat-tételt, a Wilson-tételt, a mod p primitív gyökök létezését.
- Első helyes bizonyítását adja a kvadratikus reciprocitás tételének (mindjárt kettőt is).
- Kidolgozza a kétváltozós egész kvadratikus alakok elméletét. Definiálja az osztályszámot és felállítja az osztályszámsejtést. Ezzel gyakorlatilag megalapozza az algebrai számelméletet.
- Bebizonyítja, hogy a szabályos n-szög szerkeszthető, ha n páratlan prímtényezői egyszeresek és valamennyien Fermat-prímek. Bejelenti, hogy a megfordítást is igazolta, ezt azonban sem itt, sem semelyik más munkájában nem publikálta és hátramaradt feljegyzéseiben sincs nyoma.

## Stílusa
A könyv a tudománytörténet egyik legutolsó nagy klasszikus műve, amit latinul írtak. Tiszta, világos matematikai stílusban íródott: definíció, tétel, bizonyítás (ami egyébként sem korábban, sem később nem volt jellemző Gaussra, ha egyáltalán publikált valamit eredményeiről, csak valami tömör esszéfélét, ami legtöbbször még utalást sem tartalmazott arra, hogyan igazolta).

## Hatása
A könyv hamar elfogyott és mivel Gauss életében nem engedte újra kiadni, eljött az idő, amikor kéziratos másolatban kezdett terjedni. A 19. század legtöbb nagy matematikusa alaposan olvasta és sokat tanult a műből.